# Скейт-парк

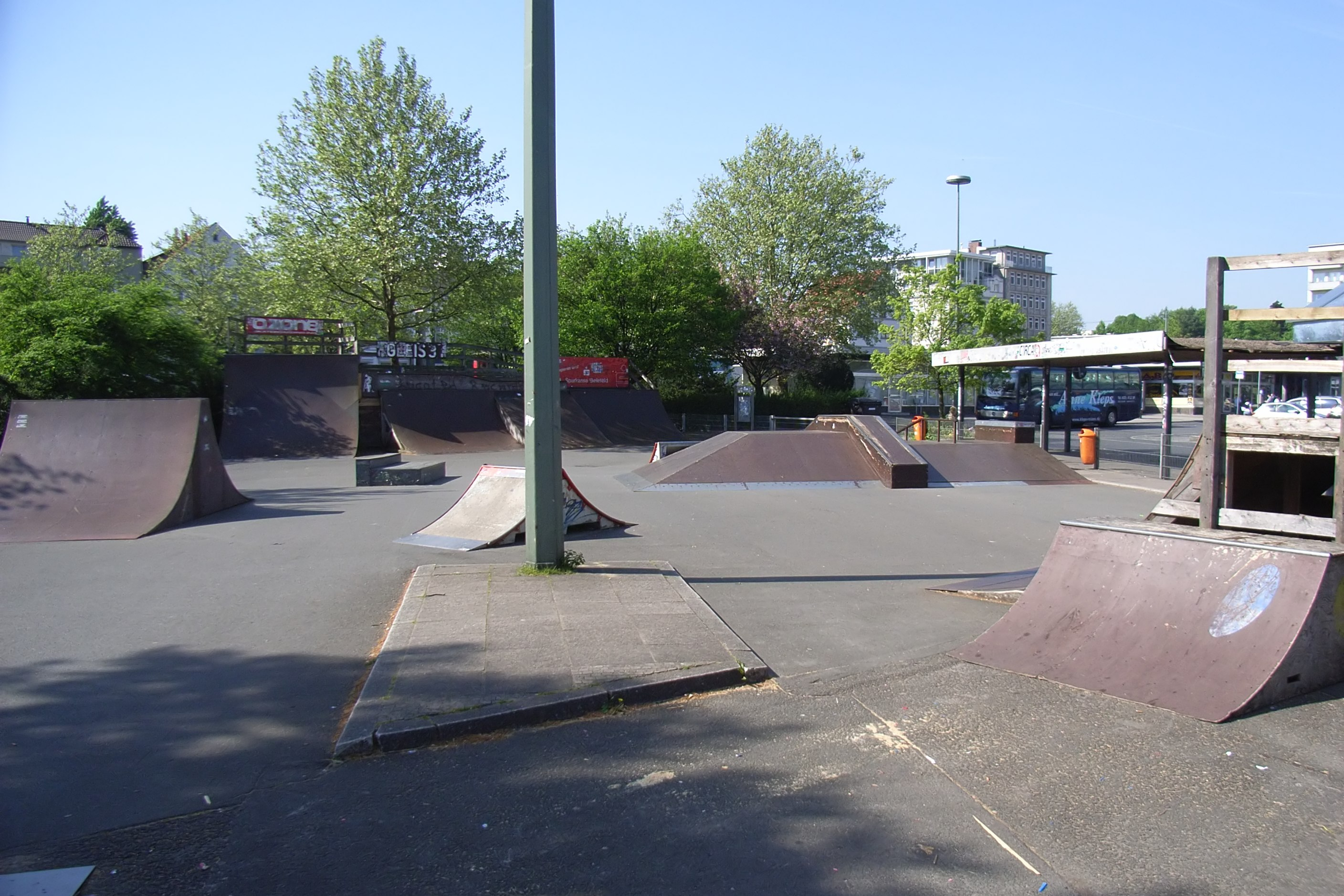
Скейт-парк

Скейт-парк (англ. Skatepark) — это специально построенная площадка для людей, занимающихся экстремальными видами спорта, такими как скейтбординг, стритбординг, агрессив верт, агрессив стрит, велосипеды ВМХ, трюковой самокат, велосипеды МТВ, катание на самокате. Скейт-парк может включать в себя такие фигуры, как рампы (half pipes), разгонки (quarter pipes), перила (hand rails), фанбоксы (trick boxes), пирамиды (pyramids), ступеньки (stairs) и другие фигуры для выполнения трюков.
Скейт-парки могут быть как частными, так и общественными. Частные скейт-парки чаще всего платны, тогда как общественные в основном доступны бесплатно. Многие частные скейт-парки строятся в специальных помещениях, таких, как площадки для катания на роликах, складские помещения, стадионы; особенно это актуально в странах с холодными зимами. Как правило, общественные скейт-парки почти всегда строятся под открытым небом.
Первыми скейт-парками были бассейны на задних дворах рядовых американцев. В отличие от России, в Америке частные бассейны нередко строятся не прямоугольной формы, а в формах близких к сферам, то есть место соединения вертикальной стенки и дна делают покатыми, что позволяет ездить внутри на скейтборде. Так, в тёплое время года бассейн использовался по прямому назначению, а в холодное как «пул» (см. раздел элементов).

## Крупнейшие скейт-парки

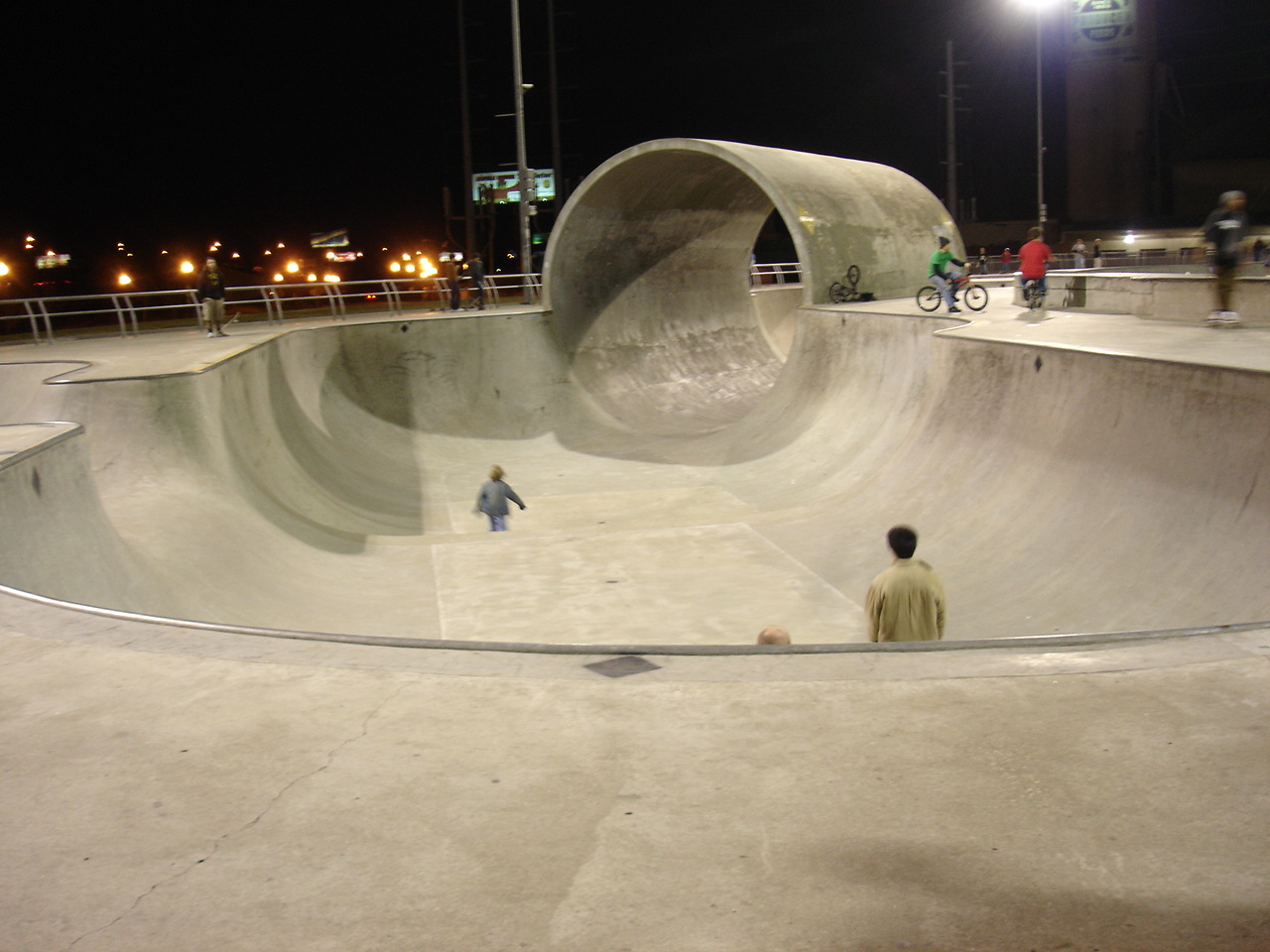
Louisville Extreme Park, Кентукки

- Auburn Hills Skate Park
- The Flow Skatepark[англ.] (закрыт 28 апреля 2013[1])
- Alamosa Skatepark Environment
- SMP Skatepark Shanghai[англ.]
- Stockwell (Скейт-парк)[англ.]
- David Armstrong Extreme Park[англ.]
- Экстрим-парк (Пермь)
- VANS off the wall (LA USA)

### Российские
- Останкинский скейт-парк — самый большой скейт-парк в Европе, находится в одноименном парке[2], закрыт через несколько дней после открытия[3]. Парк всё ещё закрыт, по поводу качества строительных работ высказываются подозрения в коррупции[4][5]
- Жесть (Санкт-Петербург)
- УРАМ экстрим-парк (Казань)
- Rocket Park (Санкт-Петербург) (Закрыт, не существует)
- Скейт-каньон у горнолыжного склона в Ново-Переделкино (Москва)
- Sportex (Красноярск)
- Скейт-парк около памятника Курчатову (Челябинск)
- Экстрим-парк (Пермь)[6] (аналог Louisville Extreme Park)
- Альтернатива (Новосибирск)
- Rampstroy House (Москва)
- XSA Plaza (Краснодар)
- Боул "Alvar Aalto" (От XSA Ramps. Краснодар)
- ДНК  Скейт-Парк (Кемерово)